# Luitzen Johannes Oosterhoff
Luitzen Johannes Oosterhoff (Leeuwarden, 6 april 1907 - Leiden, 20 juli 1974) was scheikundige en hoogleraar te Leiden.

## Biografie
Oosterhoff werd geboren in Leeuwarden als zoon van Pieter Wiardus Oosterhoff en Jacoba Buis. Na de HBS in Den Haag studeerde hij van 1925 scheikunde aan de universiteit van Leiden, waar hij onderwezen werd door onder andere de scheikundige Anton Eduard van Arkel en de theoretische fysicus Hendrik Kramers. Na zijn doctoraalexamen in 1937 kwam Oosterhoff, op initiatief van Kramers, in dienst van de Bataafsche Petroleum Maatschappij. Van 1938 tot 1940 was hij werkzaam op het Shell-laboratorium.
Na de oorlog maakte Oosterhoff deel uit van de vaste staf van het Amsterdamse Shell-laboratorium. Hij promoveerde in 1949 bij Kramers op een proefschrift getiteld Restricted free rotation and cyclic molecules.
Na zijn benoeming tot gewoon hoogleraar theoretische organische chemie in Leiden, in 1969, zou hij tot 1971 adviseur bij de Shell blijven. In 1963 werd hij benoemd tot lid van de afdeling natuurkunde van de Koninklijke Nederlandse Akademie van Wetenschappen en in 1974 verleende de Universiteit van Zürich hem een eredoctoraat.

## Werk
Bij de Bataafsche Petroleum Maatschappij voerde Oosterhoff als assistent van Kramers onderzoek uit naar de verbrandingsverschijnselen in benzinemotoren alsmede de werking van antiklopmiddelen. Later, toen hij werkzaam was in het Shell-laboratorium, ging zijn wetenschappelijke aandacht uit naar het gebied van katalyse.
Samen met de wiskundige P. Hazebroek hield Oosterhoff zich bezig met conformatie-analyse in een periode dat deze nog niet in de belangstelling stond van de organische chemie. Op een IUPAC-congress te Brussel in 1971 gaf Oosterhoff een belangrijke lezing over dit onderwerp.

## Uitgebreide biografie
- H.A.M. Snelders, 'Oosterhoff, Luitzen Johannes (1907-1974)'. Biografisch Woordenboek van Nederland.
- E. Havinga, Levensbericht van Luitzen J. Oosterhoff. Jaarboek 1974, Amsterdam, pp 183-185.

- Biografisch Portaal: 62337762
- International Standard Name Identifier: 0000 0003 9823 3509
- Mathematics Genealogy Project: 110575
- Nederlandse Thesaurus van Auteursnamen: 070782288
- Système universitaire de documentation: 130616397
- Virtual International Authority File: 219851817
- WorldCat: E39PBJdGHgG7QW8CdhBqD6bfMP